# خواکین وارلا (بازیکن فوتبال، زاده ۱۹۹۷)
خواکین وارلا (انگلیسی: Joaquín Varela؛ زادهٔ ۲۵ مارس ۱۹۹۷) بازیکن فوتبال اهل آرژانتین است.
از باشگاه‌هایی که در آن بازی کرده‌است می‌توان به باشگاه فوتبال نیولز اولد بویز اشاره کرد.